# کژدم دم‌پهن
کژدم دم‌پهن (به انگلیسی: Fattail scorpion) از خانواده بوتیده و گونه اندرکتنوس است. دلیل این نام‌گذاری پهن بودن دم این گونه کژدم نسبت به سایر گونه‌ها است. این گونه دارای ۱۸ زیر گونه است که از این تعداد ۳ زیرگونه از ایران گزارش شده‌است. معنای لغوی اندرکتنوس به معنای قاتل آدمی است. خانواده اندرکتونوس یکی از خطرناکترین گونه‌های کژدم در دنیا است. این خانواده در نواحی خشک و نیمه خشک خاورمیانه و شمال آفریقا زندگی می‌کنند. در تقسیم بندی اندازه در دسته متوسط قرار می‌گیرند. زهر این خانواده دارای پروتئین قوی نوروتوکسین است و هر ساله تعداد زیادی در اثر زهر این خانواده کژدم جان خود را از دست می‌دهند.

## مشخصات ظاهری
اندازه این گونه به نسبت بقیه گونه‌ها متوسط، با دم صاف و تخت حدود ۵۰ میلی‌متر است. بدن این گونه به صورت یکپارچه قهوه‌ای تیره و در مواردی سیاه رنگ است. دارای لبه‌های دندانه دندانه در بیشتر قسمت‌های پشت شکم و همچنین موهای کوتاه تیره رنگ متعدد در قسمت‌های مختلف شکمی و سایر اندام است. دارای چنگال‌های بزرگ که در قسمت‌های ابتدایی بسیار پر قدرت است. به‌طور کلی ظاهری خشن و خوف‌آور دارند.

## محل زندگی
این گونه بیشتر در بیابان‌ها و مناطق خشک و نیمه خشک با بافت ماسه‌ای و سنگریزه‌ای یافت می‌شوند. این کژدم در مناطقی از شمال آفریقا و خاورمیانه زیست می‌کند. و در کشورهای مراکش، الجزایر، تونس، لیبی، مصر، توگو، اسرائیل، هند، لبنان، ترکیه، اردن، عربستان سعودی، یمن، عمان، امارات متحده عربی، قطر، کویت، عراق،ایران، افغانستان، بحرین و پاکستان گزارش شده‌است. همچنین در ایران دارای پراکندگی وسیع درنواحی شمال کشور تا استان‌های جنوبی خلیج فارس، کرمان، بوشهر، سمنان، خوزستان (اهواز، امیدیه، بستان، سوسنگرد،ماهشهر، خرمشهر و آبادان)، ایلام (دهلران، مهران و ایوان)، آذربایجان غربی (چالدران، خوی، ماکو، اشنویه و ارومیه)، کردستان (مریوان)، خراسان (تایباد، خواف، قائن، بیرجند و نهبندان)و کرمانشاه (جوانرود، سرپل ذهاب و قصرشیرین) است.

## نحوه زندگی
این گونه بیشتر در شب فعالیت می‌کند و در هنگام روز در لای درزها و شکافها پنهان می‌شوند. همچنین می‌تواند از تمامی سطوح بغیر از سطوح صیقلی شیشه‌ای، بالا رود. از بی‌مهرگان و حشرات کوچک تغذیه می‌کند. در مواردی مشاهده شده‌است که پس از کشتن مارمولکهای کوچک، مایعات بدن آن‌ها را می‌مکد. این اتفاق در مورد پستانداران کوچک نیز گزارش شده‌است. از نیش انتهایی دم برای دفاع یا کشتن طعمه استفاده می‌کند. محل گزش این کژدم بسیار دردناک است. معمولاً محل گزش قرمز شده و متورم می‌شود. از ۱ تا ۲۴ ساعت عوارض اختلال در سیستم عصبی مشاهده شده‌است که می‌تواند بر روی کارکرد قلب تأثیرگذار باشد و فرد مصدوم را دچار خونریزی داخلی، اختلالات تنفسی و دیداری نماید.